# Insel der verlorenen Seelen (1932)
Insel der verlorenen Seelen (Originaltitel: Island of Lost Souls), auch unter dem Titel Die Insel des Dr. Moreau bekannt, ist ein US-amerikanischer Horrorfilmklassiker aus dem Jahre 1932. Unter der Regie von Erle C. Kenton spielen Charles Laughton als Dr. Moreau und Bela Lugosi als Anführer der Affenmenschen die beiden wichtigsten Gegenspieler. Der Film basiert auf dem Roman Die Insel des Dr. Moreau von H. G. Wells.

## Handlung
Als sein Schiff auf hoher See sinkt, rettet sich der Passagier Edward Parker in ein Rettungsboot und treibt tagelang auf den Meereswellen. Zu seinem Glück kreuzt bald ein Frachtschiff seine Route, und er wird aufgefischt. Das Ziel des äußerst ruppigen Kapitäns ist eine kleine, auf keiner Seekarte verzeichnete, exotische Tropeninsel, die der Käpt‘n mit seiner Fracht – wilde Tiere – ansteuert. Hier führt der skrupellose Mediziner Dr. Moreau – Typus: verrückter Wissenschaftler mit besten Manieren – ein eisernes Regiment. Seine Klinik dient in erster Linie Experimenten an wilden Tieren (insbesondere Affen und Großkatzen), die er versucht, genetisch zu verändern und zu vermenschlichen. Wichtigste Regeln für die Wesen – halb Tier, halb Mensch – im Schreckensreich des Dr. Moreau sind: 1. Kein Fleisch essen. 2. Nicht auf allen Vieren gehen und 3. Kein Blut vergießen! Wer nicht spurt, dem wird mit dem „Haus der Schmerzen“ gedroht, ein Euphemismus für die jedem Zuwiderhandelnden drohende Folterkammer.
Moreau erscheint Edward Parker zunächst wie ein vorbildlicher Gentleman und großzügiger Gastgeber, doch bald muss Parker erkennen, dass Moreau bei seinen Tierexperimenten von unnachgiebiger Härte gegenüber seinen Geschöpfen ist, die ihm nur aus nackter Angst gehorchen. Mit Peitsche und Folterandrohung hält er die „Affenmenschen“, deren Anführer stets „Verkünder der Gesetze“ genannt wird, klein. Mit der schlichten aber exotisch schönen Lota ist Moreau sein bisheriges „Meisterwerk“ gelungen, eine „Pantherfrau“, das nach Moreaus Meinung perfekte Mischwesen. Sie scheint für Edward etwas zu empfinden und verliebt sich in den Mann. Dies kommt Dr. Moreau durchaus zupass, hofft er doch, durch diese menschlichen Gefühle das wilde Tier in Lota, die Pantherin, immer stärker zurückdrängen zu können. Um Parker daran zu hindern, die Insel ohne seine Erlaubnis wieder verlassen zu können, lässt Moreau das kleine Landungsboot zerstören. Der Wissenschaftler kann noch einmal alle Ängste und Zweifel Parkers bezüglich der Aktivitäten Moreaus auf der Insel zerstören und erklärt dem schiffbrüchigen Gast, was der Nutzen dieser Untersuchungen und Forschungen sei. Vorübergehend sind Parkers Zweifel, die er angesichts einer als besonders brutal empfundenen Vivisektion gehabt hatte, nun wieder zerstoben. Doch als er begreift, dass die sanfte, katzenartige Lota einst eine Pantherin war, ist Edward Parker zutiefst irritiert und entrüstet. Er stürmt in Moreaus Büro, schlägt ihn nieder und fordert den Wissenschaftler auf, ihn sofort von der Insel gehen zu lassen.
Derweil ist Edwards Verlobte Ruth Walker, die mit Hilfe des amerikanischen Konsuls auf die Suche nach dem verschollenen Parker gegangen ist, auf der Insel angelandet. Bald geraten die Dinge aus dem Ruder. Um Parker und Walker nicht zurück an Bord gehen zu lassen, gibt Dr. Moreau Ouran, einem seiner Kreaturen, die Anweisung, den Schiffskapitän Donahue umzubringen. Dies wird von den Halb-Wilden im Dschungel beobachtet, und bald ist die Hölle los. Hatte Moreau nicht stets das Gesetz verkündet: „Kein Blut vergießen“, also „nicht töten“? Nun brach ihr Herr und Meister selbst das Gesetz, Anlass für die Tier-Menschen unter Anführerschaft des Gesetzesverkünders wie enthemmt zu rufen „Kein Gesetz mehr!“. Unendlicher Zorn bricht seine Bahn, die Tier-Menschen zerren Dr. Moreau in sein „Haus der Schmerzen“ und foltern ihn mit seinen chirurgischen Instrumenten zu Tode. Mit Hilfe von Moreaus Assistenten Montgomery gelingt es Parker und seiner Verlobte Ruth in letzter Sekunde diese in Aufruhr befindliche, ungastliche Insel zu verlassen und auf das Schiff zu entkommen. Lota, die Parker ebenfalls retten möchte, schafft es nicht und stirbt, wie das sie verfolgende, mörderische Mischwesen Ouran. Während das Schiff ablegt, breitet sich das Feuer, das die Halb-Wilden im Gebäudekomplex von Moreaus Klinik gelegt hatten, aus, und bald überzieht das Flammenmeer die gesamte Insel.

## Produktionsnotizen
Insel der verlorenen Seelen wurde im Filmstudio in Hollywood und auf Santa Catalina Island gedreht. Die Uraufführung fand im Dezember 1932 statt. Die deutschsprachige Erstaufführung war für den Oktober 1933 in Wien vorgesehen. Das nationalsozialistische Deutschland genehmigte ebenso wie England und Neuseeland sowie große Teile der USA keine Aufführung dieses Horrorfilms, und auch nach 1945 wurde der Film in Deutschland weder im Kino noch im Fernsehen gezeigt. Die Erstaufführung in Großbritannien erfolgte erst 1962. Im August 2019 erfuhr der Film in Deutschland eine Veröffentlichung auf Blu-ray und DVD.
Hans Dreier entwarf die Bauten. Gordon Jennings zeichnete für die fotografischen Spezialeffekte verantwortlich. Der Maskenbildner Wally Westmore hatte die umfangreichste Aufgabe bei diesem Film: die Herstellung der zahlreichen, überaus wirkungsvollen Tiermasken (u. a. auch für Lugosi).
Der Film, der den Menschen als quasi-göttlichen Schöpfer intelligenten Lebens darstellt, stieß in zahlreichen Ländern auf große Zensurprobleme, beispielsweise aufgrund einer gezeigten Vivisektion und aufgrund einer Dialogpassage Moreaus: „Wissen Sie was es bedeutet, sich wie Gott zu fühlen?“ Dieser Satz wurde als blasphemisch empfunden.
Die erste deutsche Synchronfassung entstand 1971 bei der Beta-Technik Gesellschaft für Filmbearbeitung mbH, München. Helmut Harun schrieb das Dialogbuch und führte Regie. Die Existenz dieser Synchronfassung ist sehr zweifelhaft. Zumindest wurde sie nie veröffentlicht. Eine Ausstrahlung des Films im ZDF fand nie statt. Hierzulande erstmals erschien der Film unter dem Titel Insel der verlorenen Seelen bei ostalgica auf DVD und Blu-ray. Für diese Veröffentlichung wurde eine (neue) Synchronfassung angefertigt. Diese entstand bei City of Voices, Berlin. Bodo Traber schrieb hier das Dialogbuch und führte Regie.
| Figur                  | Darsteller       | Deutscher Sprecher | Deutscher Sprecher (Blu-ray 2019) |
| ---------------------- | ---------------- | ------------------ | --------------------------------- |
| Dr. Moreau             | Charles Laughton | Herbert Weicker    | Sven Brieger                      |
| Edward Parker          | Richard Arlen    | Reinhard Glemnitz  | Jan Andres                        |
| Ruth Walker            | Leila Hyams      | Eva Kinsky         | Gundi Eberhard                    |
| Verkünder des Gesetzes | Bela Lugosi      | Alf Marholm        | Manuel Vaessen                    |
| Lota, die Pantherfrau  | Kathleen Burke   | Karin Hübner       | Lara Lamberti                     |
| Mr. Montgomery         | Arthur Hohl      | Niels Clausnitzer  | Bernd Vollbrecht                  |
| Captain Davies         | Stanley Fields   | Walter Ofiera      | Dirk Müller                       |
| Captain Donahue        | Paul Hurst       | Ernst Kuhr         | Michael Bauer                     |
| Der Konsul             | George Irving    | Paul Bürks         | Walter Alich                      |

## Kritiken
Mordaunt Hall schrieb in der New-York-Times-Ausgabe vom 13. Januar 1933: „Obgleich der Versuch, Entsetzen zu erreichen, mit nicht einmal einem Hauch von Subtilität erreicht wird, kann man doch nicht verneinen, dass einige Szenen genial umgesetzt wurden und daher von einigem Interesse sind. Die Hauptwirkung geht klar von Mr. Laughtons kultiviertem Auftritt aus. (…) Unnötig zu erwähnen, dass es wenig Sympathie für diesen dämonischen Wissenschaftler gibt. Jedoch als ein Melodram, von dem man hofft, dass es einem das Blut in den Adern gerinnen lässt, muss man dankbar sein, dass die Affenmenschen dem besten Schauspieler dieser Geschichte erlauben, bis kurz vor dem Ende zu überleben. Richard Arlen spielt Parker akzeptabel. Arthur Hohl macht sich ganz gut als Moreaus Agent Montgomery. Kathleen Burke mit einem fürchterlichen Make-Up spielt den Part der Lota.“
Paimann’s Filmlisten resümierte: „Das Sujet wahrt trotz des abenteuerlichen Themas die Grenze des gerade noch Glaubhaften, vermeidet selbst im Dialog (…) Banalitäten. Die ungemein raffinierte Regie bedient sich passender Aufmachung zur Unterstreichung der Geschehnisse, läßt diese sich in einem der Illusion der Realität förderlichen Halbdunkel abspielen. (…) Zumindest über dem Durchschnitt, für Freunde dieses Genres noch mehr.“
Der Movie & Video Guide schrieb: „Laughton betreibt ein wenig Schmierenschauspielerei, aber trotz eindeutigerer Horrorfilme der jüngsten Zeit bewahrt sich dieser Film eine furchterregende Aura, besonders im grässlichen Finale“.
Halliwell‘s Film Guide charakterisierte den Film wie folgt: „Kaum schauriger aber interessanter Thriller mit einer augenrollenden Star-Performance“.

„Besonders erwähnenswert sind die für damalige Verhältnisse sehr guten Masken. Die zu Menschen mutierten Tiere sehen sehr ‚animalisch‘ aus und kommen sehr gut zur Geltung. Unter ihnen ist Bela Lugosi (Dracula) als Verkünder des Gesetzes zu sehen, auf Grund der Maske jedoch kaum zu erkennen. (…) Dieser Film ist hierzulande jedoch nie zum Klassiker avanciert, so dass er nahezu unbekannt ist.“

William K. Everson schrieb in seinem Buch Klassiker des Horrorfilms: „Der Film stößt oft ab und überzeugt selten, und deshalb schafft er es eigentlich nie, dem Publikum Angst zu machen […].“
Der US-amerikanische Aggregator Rotten Tomatoes erfasst 88 % wohlwollende Besprechungen und ordnet den Film dementsprechend als „Zertifiziert Frisch“ ein.